# Friedrich Ludwig Haarmann

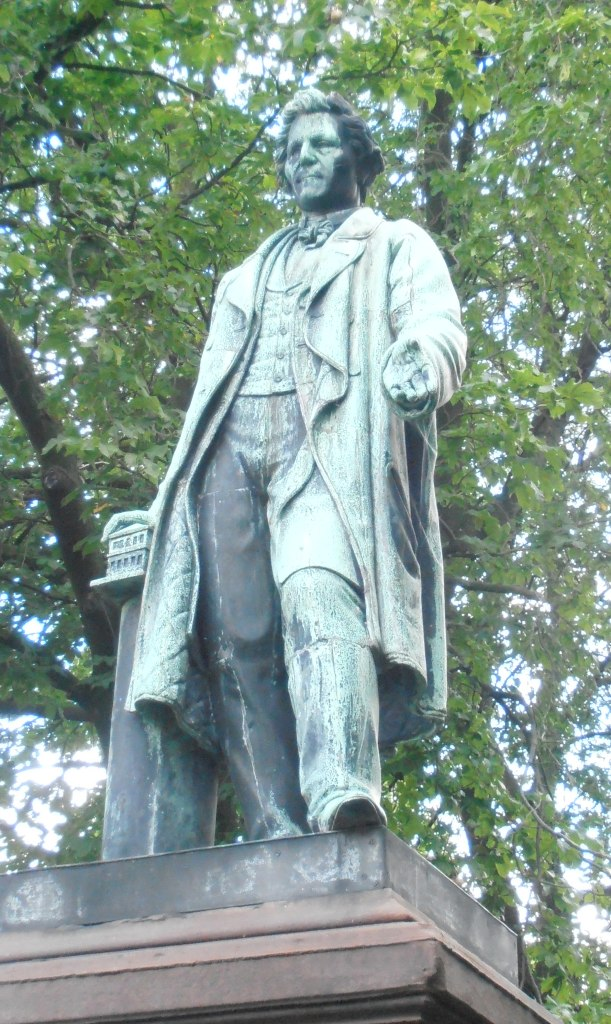
Denkmal in Holzminden

Friedrich Ludwig Haarmann (* 25. April 1798 in Holzminden; † 26. Juli 1864 ebenda) war ein deutscher Architekt und Baubeamter, er arbeitete als Kreisbaumeister in Holzminden und gründete dort die erste deutsche Baugewerkschule.

## Leben und Wirken
Friedrich Ludwig Haarmann wuchs als Sohn des Oberförsters Johannes Christoph Haarmann († 1842) auf, der bis 1813 in Holzminden (Königreich Westphalen) tätig war. 1814 nach der Übernahme der Stadt durch das Herzogtum Braunschweig wurde sein Vater nicht als Oberförster übernommen und gründete daraufhin eine Steingutfabrik in Holzminden, die später in eine Topffabrik umgewandelt wurde. 1817 wurde der Vater von der Stadt als Kammerbaumeister angestellt. Seine Mutter war Johanna Friederike Auguste Haarmann geb. Klingemann († 1857), die Tochter eines Kaufmanns aus Stadtoldendorf. Friedrich Ludwig war das erste Kind dieser Ehe und besuchte später das Gymnasium in Holzminden. Ab 1816 studierte Haarmann im Hinblick auf eine spätere Übernahme der väterlichen Fabrik Chemie und Mineralogie sowie das „höhere Baufach“ in Göttingen. Ab 1817 übernahm er zunehmend Aufgaben in der väterlichen Fabrik, überließ sie dann aber den Geschwistern, um sich dem Baufach zu widmen. Während seiner Ausbildung nahm er auf seinen Wunsch hin auch eine Stelle als Volontär bei dem Kammerrat und Architekten Friedrich Maria Krahe in Braunschweig an, wo er beim Neubau der Holzmindener Straße, den städtischen Bauten in Wolfenbüttel und der Schleifung der Festungswerke beschäftigt war. Ab April 1821 erhielt er eine jährliche Remuneration (Vergütung). Ab 3. Februar 1824 wurde er als Kammer-Baukondukteur in der Bauverwaltung des Herzogs von Braunschweig angestellt, aber schon zum 1. September 1824 nach Holzminden versetzt, um unter Aufsicht seines Vaters den Bau der dortigen Kloster- und Stadtschule auszuführen. Am 2. August 1825 heiratete er Sophie Luise Henriette geb. Löbbecke († 1854), die Tochter eines Kaufmanns in Braunschweig. Nach der Pensionierung des Vaters wurde Friedrich Ludwig Haarmann zum 1. Januar 1835 Kreisbaumeister und führte selbständig die Bauverwaltung des Weserkreises und war auch Vorsitzender der Prüfungskommission für die am 29. Oktober 1821 im Herzogtum wieder eingeführte Meisterprüfung für Bauhandwerker (Gewerbe- und Gildeordnung).
1842 verfasste er einen „Leitfaden zur Veranschlagung der Bauentwürfe“, der 1862 bereits in 4. Auflage erschien. Ab 1857 gab er die Zeitschrift für Bauhandwerker heraus, die unter Mitwirkung der Lehrer der Baugewerkschule entstand. 1853 wurde Haarmann Mitglied des Architekten- und Ingenieur-Vereins Hannover. Am 1. März 1862 wurde er von seinen Dienstgeschäften befreit und als Beamter in den Ruhestand versetzt. Am 26. Juli 1864 starb Haarmann an den Folgen eines Schlaganfalls. Ihm zu Ehren wurde am 4. Januar 1869 ein Denkmal mit seinem Standbild vor dem Gebäude der Baugewerkschule eingeweiht.

## Herzogliche Baugewerkschule Holzminden a. W.

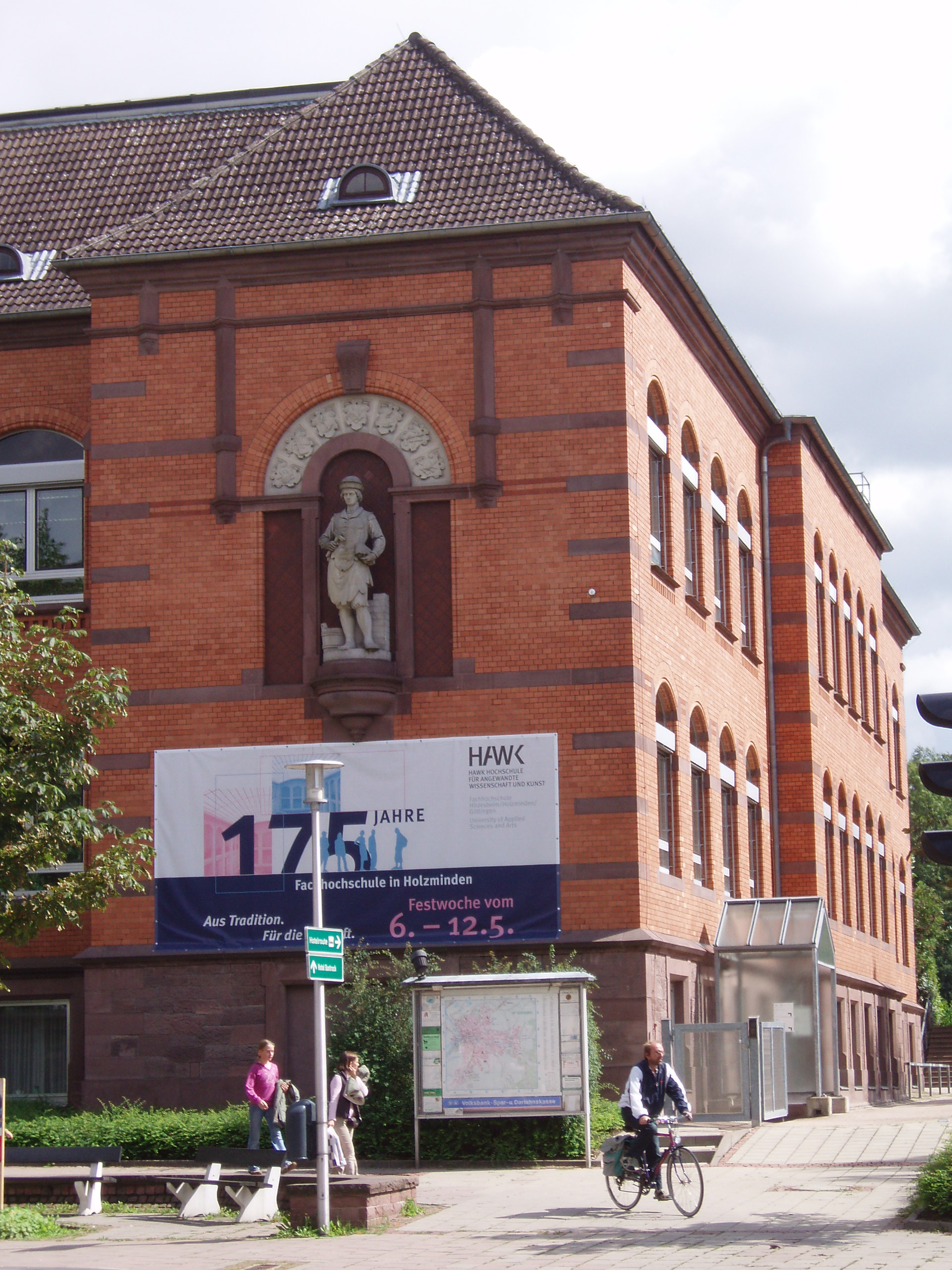
Frühere Baugewerkschule Holzminden, erbaut 1902, heute HAWK Hochschule Hildesheim Holzminden Göttingen am Standort Holzminden

Wegen der von ihm festgestellten zum Teil geringen Voraussetzungen der Gesellen für den Meisterbrief begann Friedrich Ludwig Haarmann, den künftigen Prüflingen abends unentgeltlichen Unterricht in Deutsch, Fachzeichnen und Mathematik zu erteilen. Ab 1829 gab auch der Bauverwalter Hanemann für die Gesellen Nachhilfeunterricht. 1830/1831 gründeten sie mit sieben Schülern im staatlichen Steinschleifergebäude die erste deutsche Baugewerkschule mit Unterricht nur während des Winters (außerhalb der damaligen Bausaison). Die Schule, die 1838 angesichts steigenden Zuspruchs in das Davinsche Haus (heute Katasteramt) umziehen musste, wurde bald Modell für weitere Schulgründungen in Nord- und später auch Süddeutschland.
Ab 1861 bot die Baugewerkschule Holzminden unter Haarmann ganzjährig Unterricht an. Nach Haarmanns Tod folgte ihm sein Sohn Gustav Haarmann im Amt des Schulleiters nach.
Nach dessen Tod am 23. Februar 1891 ging dieses Amt auf den Enkel Ludwig Haarmann über. Bereits während des Wintersemesters 1876/1877 nahmen über 1000 Studierende am Unterricht teil.
Die Einrichtung trug den Namen „Herzogliche Baugewerkschule Holzminden“.

### Staatliche Bauschule (ab1896)
Ab 1851 wurde an der Baugewerkschule außer Bauwesen auch Maschinenbau und hier vor allem Mühlenbau unterrichtet. Nahezu 50 Jahre lang – bis 1907 – gab es ständig eine Maschinenbauklasse, damit ist die Holzmindener Bauschule die älteste (erste) „Müllerschule“ in Deutschland.
1896 wurde die Bauschule unter Aufsicht des braunschweigischen Staates gestellt und der Stadt Holzminden als Besitz übertragen, wodurch erstmals Lehrer fest angestellt werden konnten. Nach Entwurf und unter Bauleitung des Architekten Karl Opitz, der auch an der Bauschule lehrte, wurde 1898–1902 ein Schulneubau errichtet. Von 1913 bis 1939 führte die Bauschule den Titel Braunschweigische Landesbauschule zu Holzminden. 1939 wurden die ersten Zeugnisse mit der Umbenennung in Staatsbauschule für Hoch- und Ingenieurbau ausgegeben.
Im Zweiten Weltkrieg war der Lehrbetrieb stark eingeschränkt und fand mit dem Brand des Schulgebäudes im April 1945 sein vorläufiges Ende, konnte aber dank der Initiative von Lehrern und Schülern schon im November 1945 in notdürftig hergerichteten Kellerräumen wieder aufgenommen werden. Der gegenüber dem ursprünglichen Zustand vereinfachte Wiederaufbau der Bauschule, dem sich der neue Direktor Daming in besonderem Maße widmete, konnte nicht zuletzt durch die materielle Hilfe der Absolventenvereinigung und der Altherrenschaften durchgeführt werden.
1959 ging die Schule mit dem neuen Namen Staatliche Ingenieurschule für Bauwesen Holzminden in den Zuständigkeitsbereich des Kultusministeriums des Landes Niedersachsen über.

Logo der HAWK

### Fachhochschule im Hochschulverbund (ab1972)
Nach 140 Jahren Eigenständigkeit wurde die Holzmindener Bauschule im Wintersemester 1971/1972 im Zuge der Zentralisierung zur Schaffung der Fachhochschule Hildesheim/Holzminden integriert, die später noch um den Standort Göttingen erweitert wurde. Heute gehört der Standort Holzminden mit der Fakultät Management, Soziale Arbeit, Bauen und seinen über 1000 Studierenden in den Studiengängen Baumanagement, Gebäudetechnik, Wirtschaftsingenieur, Immobilienwirtschaft und -management und Soziale Arbeit gemeinsam mit Göttingen und Hildesheim zum Hochschulverbund der Hochschule für angewandte Wissenschaft und Kunst (HAWK) (Hochschule Hildesheim/Holzminden/Göttingen)